# The Velvet Underground
I Velvet Underground sono stati un gruppo rock statunitense formatosi nel 1964 e attivo fino al 1973. Nel 1993 si riunirono nuovamente per un tour mondiale, per poi sciogliersi definitivamente a causa dei dissidi interni e della morte del chitarrista Sterling Morrison.
Considerati uno dei gruppi rock più influenti nella storia della musica, divennero importanti pionieri per diversi generi che avrebbero poi preso piede nei decenni successivi quali il rock alternativo, la new wave, il punk rock, il noise e il post rock.
I Velvet Underground si formarono a New York (città da cui hanno tratto profonda ispirazione) grazie all'incontro tra l'allora studente universitario Lou Reed e John Cale, giovane musicista d'avanguardia e allievo di La Monte Young. Al gruppo si unirono poi Sterling Morrison alla chitarra e Angus MacLise alla batteria, sostituito poco dopo da Maureen “Moe” Tucker. Nel 1996 furono introdotti nella Rock and Roll Hall of Fame.
Nel 2004 la rivista musicale Rolling Stone li ha inseriti al numero 19 nella sua lista dei 100 migliori artisti di tutti i tempi.
Il critico Piero Scaruffi li ha inseriti al primo posto nella classifica dei più grandi gruppi rock della storia e il New York Times li ha definiti "probabilmente la rock band americana più influente del nostro tempo".

## Storia

### 1964: Gli inizi

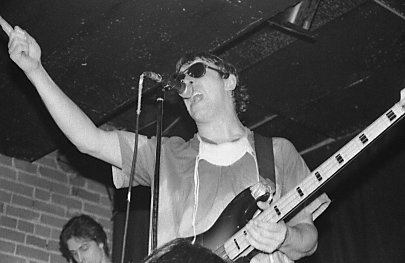
John Cale (1980)

Nel 1964, Lou Reed (all'anagrafe Lewis Allan Reed), allora studente di letteratura inglese alla Syracuse University ma con il pallino della musica, lavorava come autore musicale componendo canzoni pop che sfruttavano le mode del momento, per la Pickwick Records.
Allo stesso tempo, però, assieme al compagno di studi Sterling Morrison, Reed si esibiva nei piccoli locali newyorchesi dando vita a diverse band estemporanee e proponendo alcune sue composizioni originali costituite da armonie molto semplici, pochi accordi e testi inconsueti rispetto alla musica rock di quel periodo Sempre nel 1964, Reed incontra John Cale, uno studente di composizione gallese, da poco trasferitosi negli Stati Uniti d'America per studiare musica classica con Leonard Bernstein e dedicarsi all'arte sperimentale. Precedentemente Cale aveva lavorato con compositori di musica d'avanguardia come John Cage e La Monte Young nel suo gruppo d'avanguardia Dream Syndicate ma era anche molto interessato alla musica rock e fu piacevolmente sorpreso nello scoprire che anche Reed aveva la sua stessa propensione allo sperimentare con la musica.
Il duo iniziò a registrare ed esibirsi insieme dando vita a una band estemporanea, chiamata The Primitives (assieme a Tony Conrad e Walter De Maria) e creata appositamente per promuovere una nuova composizione di Reed per la Pickwick, il singolo The Ostrich. Dopo le prime diffidenze, Reed e Cale strinsero amicizia e misero a punto una significativa intesa musicale assemblando una serie di composizioni che andranno a costituire il futuro repertorio dei Velvet. Nel progetto Reed coinvolse anche il suo vecchio compagno di college e chitarrista Sterling Morrison e il percussionista Angus MacLise (già nel giro del musicista La Monte Young) alla batteria. Il quartetto assunse il nome di Falling Spikes utilizzando anche, di tanto in tanto, la denominazione The Warlocks.
La definitiva scelta del nome, The Velvet Underground, venne ispirata dal titolo dell'omonimo libro scritto dal giornalista Michael Leigh e pubblicato nel settembre del 1963. Il romanzo, che descrive il sottobosco sessuale underground americano dei primi anni sessanta, fu prestato dall'ex Dream Syndicate Tony Conrad, al suo amico intimo John Cale. Reed e Morrison raccontarono in seguito che alla band piaceva questo nome perché sembrava evocare il cinema underground e anche perché si adattava perfettamente alla poetica delle loro prime composizioni, come per esempio Venus in Furs, canzone ispirata all'omonimo romanzo scritto da Leopold von Sacher-Masoch e intriso di riferimenti al masochismo e alle perversioni sessuali più varie.

### 1965: I primi live
Nel mese di luglio del 1965 la band entra in sala (al Ludlow Street) per registrare i primi brani: The Black Angel's Death Song, Venus in Furs, Heroin e Wrap Your Troubles in Dreams. Durante un suo breve viaggio in Gran Bretagna, Cale diede una copia del nastro alla sua amica Marianne Faithfull, nella speranza che lei lo passasse a Mick Jagger: ciò non avvenne e, alla fine, quelle registrazioni videro la luce solo nel 1995, inserite nel box set antologico del gruppo, dal titolo Peel Slowly and See
Contemporaneamente iniziarono a esibirsi nei vari locali di New York: contattati dal manager e giornalista musicale Al Aronowitz, l'11 dicembre 1965, i Velvet ottennero il loro primo ingaggio per un concerto alla Summit High School, nel New Jersey. Deciso a non accettare denaro per suonare, il batterista MacLise abbandonò la band, protestando contro quella che, a suo dire, considerava una svendita commerciale del gruppo. Su suggerimento di Morrison, fu così rimpiazzato da Maureen “Moe” Tucker, sorella minore di un amico del chitarrista. Minuta e delicata in apparenza, Maureen, si amalgama alla perfezione con il resto della band: utilizzando prevalentemente le percussioni e la cassa e tralasciando del tutto rullate e piatti, il suo drumming tribale aggiunge un tocco di ulteriore angoscia al sound dei Velvet. Come ebbe a dichiarare una volta lo stesso Lou Reed: Esistevano solo due tipi di batteristi: Moe Tucker e tutti gli altri.
Il 15 dicembre del 1965 il gruppo si esibisce, per la prima volta come headliner, al Café Bizarre, un locale del Greenwich Village di New York. Tra il pubblico sono presenti anche alcuni frequentatori della Factory di Andy Warhol: i registi Barbara Rubin e Paul Morrissey ed il ballerino Gerard Malanga. Dopo averli ascoltati dal vivo sono proprio loro che suggeriscono a Warhol di assumerli come possibile resident band della sua Factory.

### 1966: L'incontro con Andy Warhol

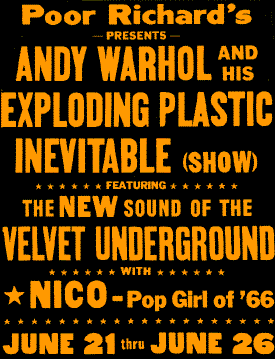
Manifesto dello show multimediale

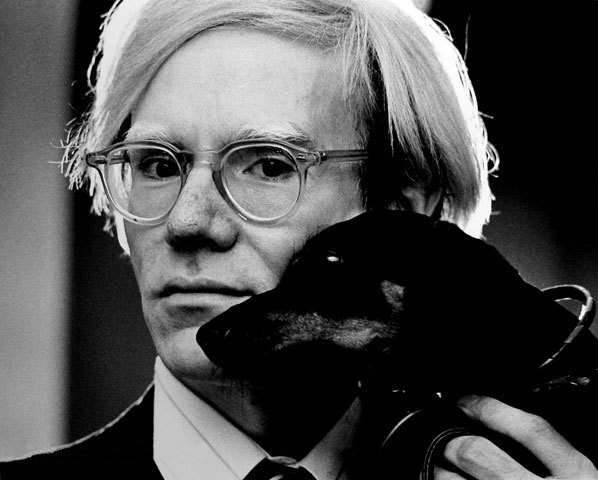
Andy Warhol (foto di Jack Mitchell)

L'incontro con l'artista, genio della Pop art, cambiò repentinamente le sorti della band che si trovò di colpo a passare dai bassifondi newyorkesi agli ambienti creativi della sua Factory. La reputazione artistica di Warhol aiutò molto la band a farsi un nome nel circuito underground newyorkese.
Warhol divenne quindi il manager del gruppo e, come prima cosa, suggerì loro di assumere come cantante l'attrice e modella tedesca Nico (Christa Paffgen), sua pupilla, giunta in America come compagna del chitarrista dei Rolling Stones, Brian Jones. Sempre nel 1966, Reed si ammalò di epatite e, nell'impossibilità di esibirsi dal vivo, MacLise si riunì temporaneamente alla band per qualche concerto, con Cale all'organo e alla voce e la Tucker al basso.
Tornati alla formazione classica, i Velvet con Nico, debuttarono nel febbraio del 1966, esibendosi al Cinematheque per poi partire, qualche giorno dopo, con tutti gli altri artisti dello show multimediale di Warhol, per una lunga tournée che giunse fino alla costa ovest degli Stati Uniti.
Lo spettacolo, intitolato prima Andy Warhol Up-Tight e poi Exploding Plastic Inevitable, univa musica, danza e proiezioni dei cortometraggi dello stesso Warhol sonorizzati con l'accompagnamento musicale dei Velvet. Abbigliati con fruste e stivali di pelle, torce elettriche, siringhe, bilancieri e croci di legno gli attori e i ballerini sfilavano sul palco mentre filtri di gelatina di differenti colori sopra le lenti trasformano le immagini di vecchi film e bianco e nero in colore. Il gruppo proponeva un rock molto atipico per il periodo, che alternava e fondeva melodie semplici, ritmi ossessivi e un largo uso del feedback e della dissonanza con il cantato-parlato di Lou Reed, che declamava testi in assoluta contrapposizione con la cultura hippy del tempo, che toccavano spesso temi come morte, solitudine, alienazione urbana, droga e il sesso.
 Il gruppo si esibì in diversi show a New York, per poi spostarsi attraverso gli Stati Uniti e il Canada, fino all'ultima rappresentazione avvenuta nel maggio del 1967. Lo show includeva anche proiezioni dei film e dei dipinti di Warhol.
Il passaggio dal palco agli studi di registrazione fu automatico: Warhol procurò alla band un contratto discografico con la Verve Records, sussidiaria della MGM, per la realizzazione del loro disco d'esordio, dando carta bianca al gruppo nella ricerca del proprio sound e delle loro sperimentazioni sonore.

### 1967:The Velvet Underground & Nico
The Velvet Underground & Nico, album di debutto della band, venne registrato negli Scepter Studios di New York durante l'aprile del 1966 e pubblicato dalla Verve Records nel marzo del 1967. Della produzione musicale del disco si occupò in larga misura il professionista di studio Tom Wilson, infatti Warhol era solo il produttore "nominale" delle sessioni e si limitò a finanziarle e a presenziare a esse incitando la band a ricostruire il sound live che lo aveva tanto colpito.

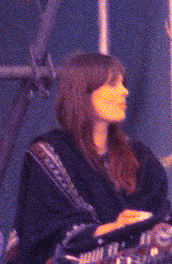
Nico (1974)

Dietro insistenza di Warhol, Nico cantò tre canzoni sul disco d'esordio della band, The Velvet Underground & Nico: Femme Fatale, I'll Be Your Mirror e la preferita di Warhol All Tomorrow's Parties.
La copertina del disco è celebre per il disegno opera di Warhol: una banana gialla sbucciabile con la scritta Peel slowly and see ("sbuccia lentamente e guarda") stampata vicino. Chi rimuoveva la buccia di banana adesiva, vi trovava sotto un'allusiva banana di colore rosa.
Sul disco, undici canzoni dimostrano tutta la versatilità del sound del gruppo, passando dalla violenza di I'm Waiting for the Man e Run Run Run, alle ipnotiche e perverse Venus in Furs e Heroin, cruda rappresentazione delle sensazioni di un tossicodipendente, per poi immergersi nella dolcezza sinistra di Sunday Morning, nella quiete di Femme Fatale e di I'll Be Your Mirror, per poi giungere alla solenne All Tomorrow's Parties e alle sperimentazioni sonore di The Black Angel's Death Song e European Son dedicata al poeta Delmore Schwartz.
L'album venne pubblicato il 12 marzo 1967, e raggiunse la posizione numero 171 della classifica di Billboard. Il promettente debutto commerciale della band fu guastato da complicazioni legali: Il retro del disco mostrava una fotografia del gruppo mentre suonava in un concerto con una immagine proiettata alle loro spalle; l'immagine in questione era tratta da un fotogramma di un film di Warhol, Chelsea Girls. L'attore del film, Eric Emerson, che era stato arrestato per possesso di droga e aveva un disperato bisogno di soldi, affermò che la sua immagine era stata utilizzata sul disco senza il suo permesso (l'immagine del suo viso campeggiava sopra il gruppo che suonava). La MGM Records ritirò dal mercato tutte le copie dell'album fino a quando la disputa legale venne risolta con l'eliminazione dell'immagine incriminata. Tutto questo, però, bastò a rovinare l'ascesa commerciale del disco.

### 1968:White Light/White Heat

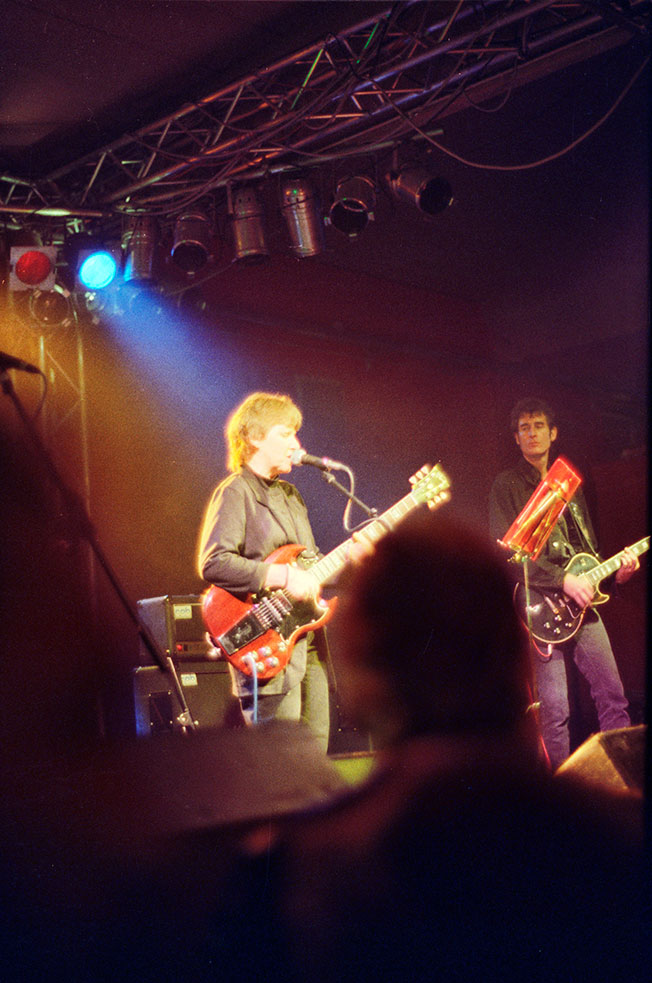
Maureen Tucker nel 1992

Nico se ne andò dalla band, a causa di continui litigi con Reed che l'accusava di portare avanti una relazione sentimentale sia con lui sia con Cale, appena prima dell'inizio delle sedute di registrazione per il loro secondo album, White Light/White Heat. La presenza di Nico all'interno della band era sempre stata problematica: forzata dallo stesso Warhol, inizialmente non era stata accettata dagli altri componenti; solo John Cale maturerà con la "chanteuse" un forte legame duraturo nel tempo (egli sarà infatti il produttore dei suoi più importanti lavori da solista). Questa volta a produrre del tutto il secondo album del gruppo fu Tom Wilson, in qualità di unico produttore al posto di Warhol, che aveva lasciato la carica di produttore e di manager oberato da altri impegni e infastidito da dei dissidi finanziari avuti con Reed. Warhol si occupò comunque della grafica di copertina, completamente nera e con un teschio sovrimpresso in trasparenza in un angolo che rappresentava un tatuaggio dell'attore Joe Spencer protagonista del film Bike Boy del 1967 diretto da Warhol. Come manager del gruppo, al posto di Warhol, subentrò Steve Sesnick, entusiasta sostenitore della band, che sosteneva avrebbe fatto diventare più grande dei Beatles. L'unico contrario alla scelta di Sesnick come manager, era John Cale, che non si fidava della troppa spavalderia e disinvoltura dell'uomo. Inoltre, Cale lo ritenne la causa scatenante della successiva rottura tra lui e Reed, perché non faceva altro che ripetere che la vera e unica star della band era Lou Reed stesso.
Intanto i Velvet Underground si esibivano dal vivo sempre più spesso, e le loro performance diventavano sempre più cattive e rumorose, con sempre maggiori sperimentazioni sonore.
La tecnica di registrazione utilizzata per il disco fu grezza e ultra satura di suoni potenti. Cale ha affermato che mentre il loro album di debutto contiene momenti di fragilità e bellezza, White Light/White Heat era "consapevolmente un disco duro, anti-bellezza". La title track inizia con Lou Reed che si cimenta al pianoforte pestando furiosamente sui tasti alla maniera di Jerry Lee Lewis e parla delle sensazioni di luce e calore date dall'anfetamina. La stramba e inquietante Lady Godiva's Operation rimane la canzone dell'album preferita da Reed e contiene alcuni dei suoni più bizzarri mai uditi in una canzone pop o rock che dir si voglia. Nonostante la predominanza di sonorità dure e rumorose come nella lunghissima e delirante Sister Ray e in I Heard Her Call My Name, l'album contiene anche l'ironicamente macabra The Gift, un racconto scritto da Reed e recitato da Cale nel suo inconfondibile accento gallese con un sottofondo di musica dissonante. La meditativa Here She Comes Now verrà in seguito ripresa da numerose band, tra le quali i Galaxie 500, i R.E.M., i Cabaret Voltaire, i Voodoo Loons, e i Nirvana.
L'album venne pubblicato il 30 gennaio 1968, ed entrò al numero 199 della classifica di Billboard restandoci per sole due settimane.
L'insuccesso commerciale fece crescere le tensioni all'interno del gruppo: la band era stanca di ricevere poca considerazione per il proprio lavoro, inoltre Reed e Cale volevano portare i Velvet Underground in due direzioni opposte. Le differenze vennero a galla durante l'ultima seduta di registrazione del gruppo a cui presenziò anche Cale nel febbraio del 1968: due canzoni maggiormente pop scritte da Lou Reed (Temptation Inside Your Heart e Stephanie Says) si scontrarono con una composizione dominata dalla stridente viola di Cale (Hey Mr. Rain). (Nessuna di queste canzoni verrà pubblicata, vedranno la luce solo postume negli album di rarità VU e Another View). Reed spingeva per dare ai Velvet una sferzata più commerciale, mentre Cale rimaneva risoluto e fermo nelle sue teorie artistiche sulla sperimentazione sonora dura e pura.

### 1969:The Velvet Underground

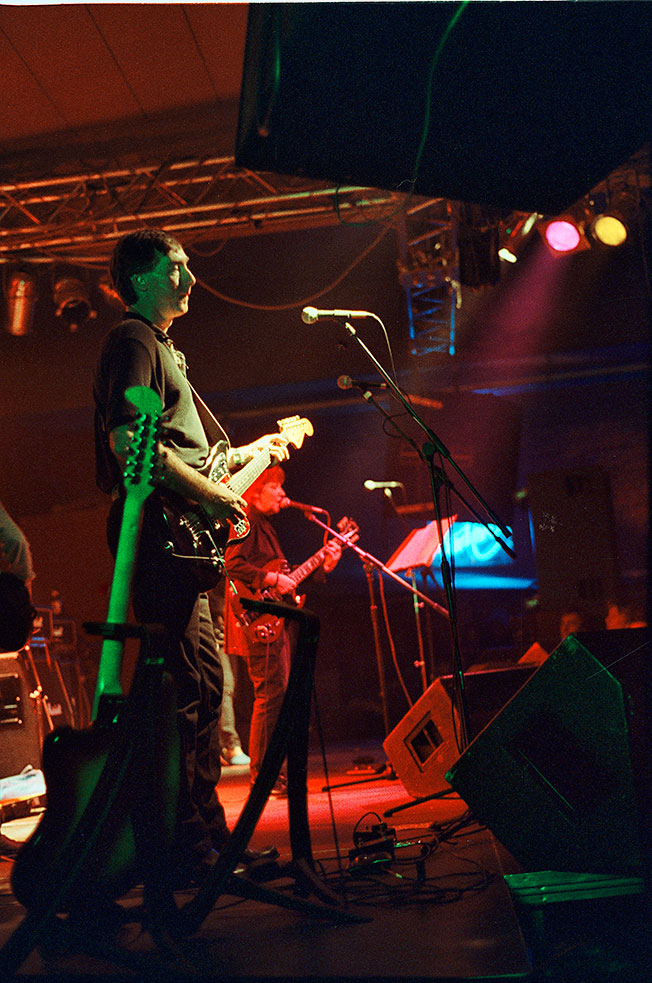
Sterling Morrison in concerto ad Augusta, Germania

Prima che iniziassero le sedute di registrazione per il terzo album del gruppo, John Cale se ne andò dalla band (licenziato da Lou Reed) e venne rimpiazzato, su pressione del nuovo manager Steve Sesnick, da Doug Yule dei Grass Menagerie, gruppo musicale di Boston che aveva spesso aperto diversi spettacoli dei Velvet. The Velvet Underground venne registrato a fine 1968 (e pubblicato nel marzo 1969). La fotografia di copertina, che ritraeva i membri della band stravaccati su un divano della factory immerso in una luce soffusa, venne scattata dal fotografo Billy Name (pseudonimo di Billy Linich). La grafica di copertina è opera di Dick Smith, all'epoca un artista dello staff della MGM/Verve. Pubblicato il 12 marzo 1969, l'album fallì l'entrata nella classifica Top 200 di Billboard.
Le atmosfere tetre e forti, sature di quel suono abrasivo e fragoroso dei primi due dischi, sono quasi del tutto assenti in questo terzo lavoro. The Velvet Underground risente molto della leadership incontrastata di Reed, il suono è più rilassato, "vellutato", e influenzato dalla musica folk, in qualche modo anticipa lo stile cantautoriale che sarà del primo Lou Reed solista. Altro fattore cruciale nel cambio del sound generale della band, fu il furto di tutta l'attrezzatura strumentale (amplificatori Vox e distorsori compresi), che venne rubata durante uno scalo in un aeroporto durante una tournée.
All'interno del disco non mancano brani significativi e di notevole pregio come Pale Blue Eyes, What Goes On, Jesus, The Murder Mystery (una delle canzoni più sperimentali della loro produzione), Candy Says, Some Kinda Love, Beginning to See the Light, I'm set free e Afterhours, cantata da Moe Tucker. L'album è anche un esempio della versatilità della band e soprattutto della capacità di Reed di scrivere grandi canzoni, costruite sapientemente sia dal punto di vista testuale che musicale, ed è proprio l'apparente scarnezza del lavoro strumentale rispetto al passato, a rivelare in pieno la padronanza della "forma canzone" da parte di Lou Reed. L'influenza avuta dal disco negli anni può essere riscontrata in varie produzioni successive di indie rock e musica lo-fi.
I Velvet Underground passarono la maggior parte del 1969 in tournée, sentendosi però non molto ben accolti al di fuori di New York, la loro città natale. L'album dal vivo 1969: Velvet Underground Live with Lou Reed venne registrato durante l'ottobre 1969 ma pubblicato solo nel 1974 dalla Mercury Records dietro insistenza del critico rock Paul Nelson.
Durante lo stesso anno, la band registrò parecchio materiale in studio, che però non venne mai ufficialmente pubblicato a causa di dispute legali con la casa discografica. Spezzoni di queste sessioni verranno pubblicate anni dopo nelle raccolte VU e Another View e nei box set antologici What Goes On e Peel Slowly and See. L'album mai pubblicato avrebbe dovuto avere un suono di transizione a metà tra le atmosfere soffuse del terzo album e le canzoni pop rock di Loaded, il loro quarto e ultimo disco.
Dopo la sua uscita dal gruppo, Lou Reed rielaborò e riutilizzò molte di queste canzoni per i suoi dischi da solista (Stephanie Says, Ocean, I Can't Stand It, Lisa Says, She's My Best Friend).

### 1970:Loaded
Per il loro album successivo, la band cambiò etichetta discografica passando alla Atlantic Records dopo i contrasti avuti con la MGM/Verve. Si tratta sicuramente dell'album maggiormente commerciale del gruppo, contenendo le canzoni più accessibili e tradizionalmente pop rock che i Velvet Underground avessero mai suonato. Inoltre il disco contiene due dei classici più celebri di Lou Reed: Sweet Jane e Rock & Roll.
Sebbene la Tucker avesse temporaneamente abbandonato il gruppo a causa di una gravidanza, ricevette ugualmente crediti compositivi su Loaded. La batteria venne suonata da diverse persone, inclusi Yule, il tecnico Adrian Barber, il session man Tommy Castanaro, e il fratello di Doug Yule, Billy, che frequentava ancora le scuole superiori.
In questo periodo crebbero i malumori di Reed verso il nuovo produttore e il manager Steve Sesnick che vollero inspiegabilmente portare il gruppo sempre più verso l'influenza del nuovo bassista Doug Yule e verso sonorità più commerciali. Inoltre Reed si dimostrò particolarmente amareggiato dai cambiamenti che a sua insaputa erano stati apportati alle sue composizioni, come nel caso di Sweet Jane, alla quale era stata amputata un'intera strofa e la coda strumentale. Anche New Age e Rock & Roll vennero pesantemente ritoccate. D'altro canto, Yule precisò che Reed lasciò a metà le sedute di registrazione del disco, disinteressandosi delle fasi finali di missaggio, editing e masterizzazione dei brani.
Disilluso anche dalla mancanza di successo della band, dopo l'ultima esibizione al Max's di New York il 23 agosto 1970, Reed ormai sull'orlo di un esaurimento nervoso (all'epoca soffriva anche di insonnia) lasciò il gruppo prima del termine delle sedute in studio per dedicarsi alla carriera solista.
Con l'abbandono di Reed, la band sostanzialmente si dissolse. Il 21 agosto del 1971 anche Morrison lascia il gruppo per darsi agli studi universitari, sostituito da Willie Alexander. Circa tre decenni dopo, Loaded sarebbe stato ripubblicato nella sua versione completa reintitolato per l'occasione Fully Loaded.

### 1972:Squeezee i "falsi" Velvet

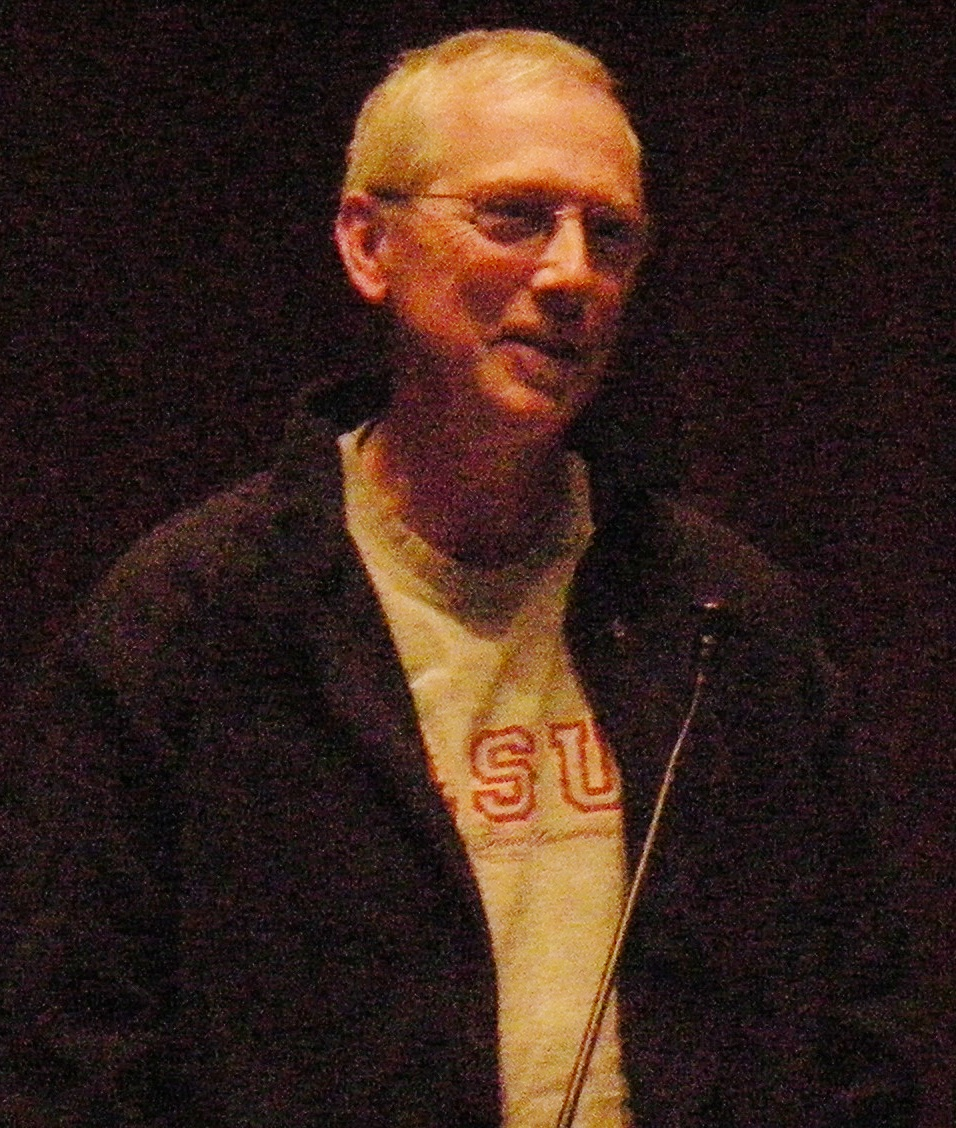
Doug Yule nel 2009

Con l'abbandono di Lou Reed, la leadership del gruppo passò inaspettatamente nelle mani di Doug Yule che si fece carico di tutte le parti vocali e di chitarra, e la band iniziò una nuova serie di concerti in supporto a Loaded, suonando negli Stati Uniti e in Europa. Poco tempo dopo, anche Sterling Morrison lasciò il gruppo per intraprendere la carriera di professore di letteratura inglese alla University of Texas di Austin. Il suo posto venne preso dal cantante/tastierista Willie Alexander. La band suonò in Inghilterra, Galles, e nei Paesi Bassi.
Nel 1972 la Atlantic pubblicò Live at Max's Kansas City, un album live contenente registrazioni semi-ufficiali dell'ultimo concerto dei Velvet Underground con Lou Reed, registrate da una loro fan, Brigid Polk, con un registratore portatile il 23 agosto 1970. Intanto, la band capeggiata da Yule si stava sgretolando sempre più velocemente e presto gli altri membri del gruppo se ne andarono via, compresa Maureen Tucker, l'ultimo membro originale dei Velvet. Allora Yule registrò praticamente da solo l'album Squeeze utilizzando ugualmente il nome dei Velvet Underground, aiutato solamente dal batterista dei Deep Purple Ian Paice e da qualche altro musicista di studio.
Prima della pubblicazione di Squeeze, una nuova formazione dei Velvet Underground venne assemblata in tutta fretta per un tour in Gran Bretagna a promozione del disco in uscita. Questa versione dei Velvet Underground era formata da Yule, Rob Norris (chitarre), George Kay (basso) e Mark Nauseef (batteria). Sesnick, il manager storico, abbandonò la band poco prima dell'inizio del tour, e Yule lasciò anche lui quando il fallimentare breve tour terminò nel dicembre del 1972.
Squeeze uscì pochi mesi dopo nel febbraio del 1973, solamente in Europa. L'album ricevette pessime recensioni ed è motivo di imbarazzo per i fan dei Velvet; generalmente viene omesso dalla discografia ufficiale della band.

### 1993: La reunion
Nel 1990, Reed e Cale pubblicarono l'album Songs for Drella, registrato tra il dicembre 1989 ed il gennaio 1990 al Sigma Sound Studio di New York e dedicato alla memoria di Andy Warhol (Drella, combinazione di Dracula e Cinderella, era uno dei soprannomi dell'artista), scomparso tre anni prima. Il disco costituì, dopo anni, la prima circostanza in cui i due si trovarono a lavorare di nuovo insieme e, da quel momento, voci di una riunione imminente dei Velvet incominciarono a circolare incessantemente.
Il 15 giugno 1990, Morrison e Tucker si unirono eccezionalmente a Reed e Cale per eseguire Heroin, al termine di una esecuzione pubblica di Songs for Drella a Jouy-en-Josas, in Francia, in occasione di una retrospettiva su Warhol.
I Velvet Underground originari si riunirono ufficialmente nel 1993. Il 19 gennaio, John Cale e Sterling Morrison ne danno annuncio durante una puntata del Tonight Show di Jay Leno. La prima data del tour europeo si tiene a Edimburgo il 1º giugno di quell'anno, davanti a 3000 spettatori. Cale esegue la parte vocale di gran parte della canzoni originariamente interpretate da Nico. La band si esibì in diverse città europee: Londra, Amsterdam, Rotterdam, Amburgo, Praga, Berlino, Parigi. In Italia la band si esibisce in cinque date agli inizi di luglio: Udine, Bologna, Milano, Napoli (il 9 luglio di supporto agli U2). Le esibizioni vennero accolte con critiche contrastanti, Roger Morton su NME scrisse: «Quattro musicisti attempati che suonano semplici e tristi canzoni rock adolescenziali con la passione di un quartetto di annunciatori ferroviari». In generale però si registrò un buon afflusso di pubblico ai concerti e la Warner (l'etichetta di Reed) decise di realizzarne un disco triplo, intitolato Live MCMXCIII.
Dato il successo del tour europeo, vennero fissate anche una serie di date per dei concerti negli USA e anche un'esibizione durante la trasmissione MTV Unplugged, ma prima che tutti questi progetti potessero concretizzarsi, subentrarono nuovi dissidi fra Reed e Cale dovuti fondamentalmente ai metodi dittatoriali del primo e della moglie manager che, oltre a stuzzicare in continuazione Morrison e soprattutto Cale, volevano produrre unicamente un nuovo album dei Velvet. Ogni progetto futuro rimase così irrealizzato e i componenti sciolsero definitivamente la band.
Il 30 agosto 1995, Sterling Morrison morì di tumore, mettendo così fuori discussione qualsiasi altra futura riunione della formazione.
Quando il gruppo fu introdotto nella Rock and Roll Hall of Fame nel 1996, Lou Reed e John Cale riformarono brevemente i Velvet Underground per un'ultima volta, con Maureen Tucker alle percussioni. Doug Yule era assente. Alla cerimonia, la band fu introdotta da Patti Smith, e il gruppo suonò il brano Last Night I Said Goodbye to My Friend, scritto in onore di Morrison.

## Stile musicale
Lo stile contemporaneamente sereno e angosciato dei Velvet Underground è un rock psichedelico a volte votato al rock sperimentale e al rock 'n' roll. Con esso il gruppo ha portato alla nascita di un nuovo modo di eseguire e concepire la musica e ha esercitato un profondo impatto su moltissime formazioni rock venute in seguito. Vengono in genere considerati un'importante influenza per la nascita della scena musicale alternativa e tra gli iniziatori del rock indipendente.
Il loro esordio, The Velvet Underground & Nico del 1967 è considerato uno dei più importanti e influenti dischi rock di sempre, «una pietra miliare per le band del punk, della new wave e perfino del post-rock» nonché un decisivo passo avanti per quanto riguarda la rottura dei limiti dei temi affrontabili nel testo di una canzone (vita metropolitana, droga, deviazione sessuale). L'anno dopo segue White Light/White Heat, lavoro ancora più ostico e sperimentale ma pur sempre seminale, il quale accentuava il lato avanguardistico del gruppo con arrangiamenti cacofonici, minimali e pesanti distorsioni chitarristiche, esasperando i cupi concetti di fondo esorditi nel primo album. Il disco conteneva brani fortemente sperimentali come Sister Ray, lunga suite composta da continue distorsioni di chitarra e una batteria martellante dalla ritmica ossessiva della durata di oltre diciassette minuti, considerata a posteriori un classico del rock più estremo e uno dei primi esempi riconosciuti di generi musicali a venire come punk, heavy metal o noise.
Dopo l'abbandono di John Cale, i Velvet pubblicarono The Velvet Underground nel 1969 e Loaded nel 1970, che riflettono entrambi il loro lato più intimista, classico e folk.

## Importanza storica e lascito artistico

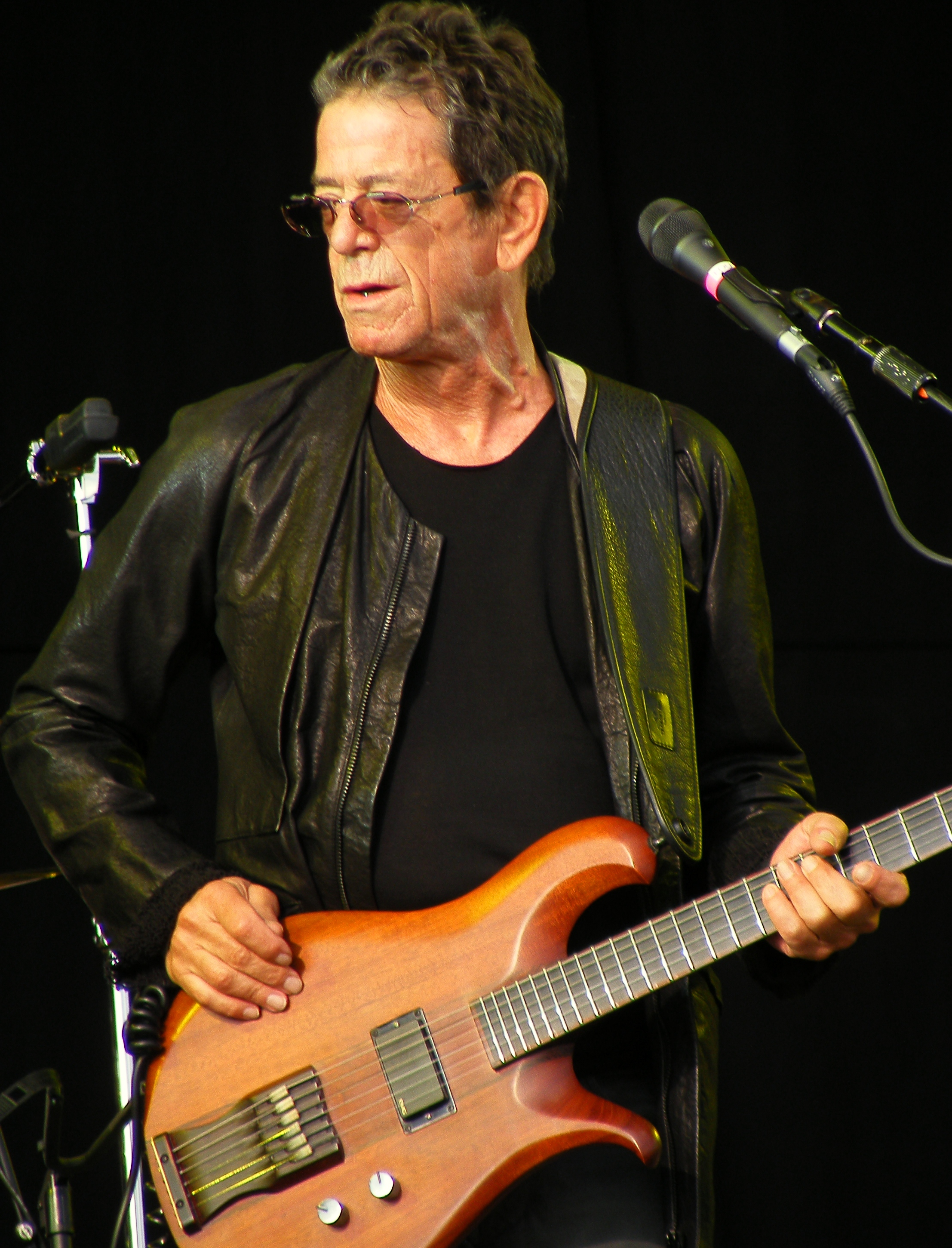
Lou Reed, leader della formazione originale

La formazione storica dei Velvet Underground (quella con Lou Reed come leader) ebbe una breve carriera, durata non più di un paio d'anni, la quale nonostante non riuscì a godere di un grande successo commerciale, risulta oggi essere stata di fondamentale importanza e di grande impatto sulla storia della musica, e sulla nascita di molti generi e sottogeneri del rock venuti dopo.
I Velvet Underground sono stati di importante influenza per la nascita di generi come il punk, il glam rock, la new wave, il noise rock, il post rock, il rock alternativo, il raga rock ed altri.
Grazie alle loro sperimentazioni elettroniche influenzate dalla musica d'avanguardia (e in questo caso fu significativo il lavoro svolto da John Cale) hanno prodotto brani la cui struttura musicale e il cui arrangiamento, contengono in nuce le basi di alcuni generi che sarebbero nati solo anni più tardi; un chiaro esempio è la canzone Sister Ray, da alcuni critici considerata la prima traccia prototipo di heavy metal e di musica lo fi (Bassa fedeltà). A tal proposito Lou Reed sottolineò come, secondo il suo parere, loro stessero già facendo heavy metal con anni di anticipo rispetto a tutti. Un altro esempio è la canzone Sunday Morning che, con le sue atmosfere sognanti, viene spesso considerata come il primo esempio di dream pop della storia della musica.
L'atteggiamento nichilista e di ripudio che erano soliti mostrare sul palco, li portava spesso ad esibirsi dando le spalle al pubblico. Inoltre i Velvet si vestivano a volte completamente di nero, dalla testa ai piedi, assumendo quindi un aspetto tenebroso che perfettamente si sposava all'alone di decadenza che avvolgeva la loro musica, e anticipando quindi certe mode tipiche del gothic rock.
Le cacofoniche sperimentazioni elettroniche del gruppo (soprattutto quelle eseguite dal vivo) che spesso si abbandonavano al rumorismo puro, sono state di importante influenza per il rock tedesco, il krautrock, e per molti gruppi e artisti della successiva scena di musica industriale, i quali spesso citarono i Velvet come loro influenza.
I Velvet Underground avevano un modo originale di suonare e di interpretare i propri brani; spesso si lasciavano andare a torrenti caotici di rumori, a distorsioni continue e a ritmi tribali, in una maniera differente dalle improvvisazioni tipiche dei gruppi dell'epoca che al contrario erano più meditate e meno trascinanti di quelle dei Velvet., le quali erano definite da alcuni critici "orgiastiche"
Altra caratteristica interpretativa importante e influente, fu la cadenza plagale della voce di Lou Reed, per la quale quest'ultimo divenne celebre e ottenne riconoscimenti da parte della critica. Secondo Mick Jagger, fu Reed il primo a utilizzarla e portarla al successo. I testi dei Velvet Underground ruppero certi limiti dell'epoca, trattando per la prima volta in maniera esplicita e diretta argomenti considerati oltraggiosi, e si sarebbero dimostrati di importante influenza per molte successive rock band, come per esempio quelle punk o new wave.

## Formazione
- Lou Reed - voce, chitarra

Nato a Brooklyn, New York, al Beth El Hospital, il 2 marzo 1942, con il nome di Lewis Allan. Cresciuto a Freeport, nel Long Island, dove fin da piccolo si appassionò alla musica, grazie all'ascolto della radio. In seguito sviluppò un grande interesse per generi musicali 
quali rock and roll e rhythm and blues, interesse che lo portò a imparare a suonare la chitarra e ad esibirsi, durante gli anni delle scuole superiori, con vari gruppi studenteschi.
I genitori, scoprendo in lui tendenze bisessuali, lo obbligarono a sottoporsi nel 1956 a una terapia a base di elettroshock, per curare la sua “deviazione sessuale”. Anni più tardi, la traumatica esperienza gli ispirò la canzone Kill Your Sons, la quale racconta proprio questo avvenimento turbolento della sua adolescenza. Nel 1960, iniziò a frequentare la Syracuse University, seguendo corsi di scrittura creativa, regia cinematografica e giornalismo. L'anno dopo divenne conduttore di un programma radiofonico notturno alla stazione radio WAER, dal nome "Excursions On A Wobbly Rail.". Durante la trasmissione, Reed trasmetteva musica jazz, rhythm and blues, free jazz e doo wop. Nel 1964 si laureò alla Syracuse University's College of Arts and Sciences..
Durante gli anni dell'università conobbe il poeta e scrittore Delmore Schwartz, suo professore alla Syracuse. Schwartz fu una figura di grande importanza e influenza per la successiva attività artistica di Reed, ispirandogli l'obiettivo di scrivere testi adulti per le canzoni rock and roll, superando così quelli troppo adolescenziali delle tipiche canzoni del genere, detestate da Schwartz. Reed avrebbe in seguito dedicato al suo mentore il brano European Son.
La carriera di Reed nel mondo della musica cominciò ufficialmente con la sua prima band importante, chiamata "The Shades", con la quale 
incise alcuni singoli rock and roll nei primi anni Sessanta. I primi riconoscimenti li ottenne però nel 1964, quando iniziò a lavorare come compositore su commissione per una piccola etichetta di musica commerciale chiamata Pickwick Records. Nello stesso anno, ottenne il primo piccolo successo grazie al singolo The Ostrich. Notando che il brano in questione poteva riscuotere un certo successo, i titolari della Pickwick cercarono di promuovere il brano assemblando una band di supporto per Reed, dal nome "The Primitives". Il gruppo in questione includeva anche John Cale, il quale strinse amicizia con Reed e cominciò a frequentarlo. In quel periodo nacque l'idea di formare i Velvet Underground. Nel gruppo, Lou Reed, suonava la chitarra, il piano in alcune tracce, e cantava. Era inoltre il principale autore dei testi.
- John Cale - viola, basso, pianoforte

Nato il 9 marzo 1942 a Garnat, nel Galles del sud, nei pressi del fiume Amman in una zona industriale. Per imposizione della nonna materna, da piccolo parlava solo il gallese e imparò l'inglese all'età di sette anni, quando iniziò a frequentare la scuola.
Crescendo, sviluppò una passione per il violoncello, e cominciò a studiare musica al Goldsmiths College nella University of London. Il 6 luglio del 1963, tenne un concerto pubblico che chiamò "A Little Festival of New Music". Nello stesso periodo, crebbe molto il suo interesse per la musica d'avanguardia e per la nascente scena avant-garde in generale.
Finita l'accademia, viaggiò per gli Stati Uniti, continuando a studiare musica. Fu in questo periodo che arrivò nella città di New York, e fece la conoscenza di alcuni importanti compositori della scena underground newyorkese. Nel 1963, precisamente il 9 settembre, partecipò a una maratona pianistica della durata di diciotto ore, la quale rappresentava, per la prima volta integralmente, l'opera "Vexations" del compositore Erik Satie. Alla stessa maratona partecipò anche il musicista John Cage, pioniere del minimalismo. Cale apparve poi in uno show televisivo chiamato I've Got a Secret, ed entrò a far parte del "Theater of Eternal Music", un ensemble musicale diretto dal compositore La Monte Young.
Poco tempo dopo conobbe Lou Reed e, rimasto favorevolmente colpito dall'ascolto delle canzoni da lui composte (come, per esempio, Heroin), maturò insieme a Reed l'idea di formare un gruppo; tale gruppo avrebbe poi preso il nome di The Velvet Underground. La sua attività con i Velvet Underground si limita ai primi due album, The Velvet Underground & Nico e White Light/White Heat, che mostrano l'influenza dello sperimentalismo di Cale (soprattutto il secondo), il quale suona la viola elettrica, la tastiera e il basso.
- Sterling Morrison - chitarra, basso

Nato a East Meadow, il 28 agosto del 1942, terminata la scuola, si iscrisse alla Syracuse University, la stessa frequentata da Lou Reed. Fu proprio lì che i due si conobbero, divennero amici e cominciarono a suonare assieme. Quando Morrison abbandonò gli studi e Reed si laureò nel 1964, i due si persero momentaneamente di vista, per poi incontrarsi nuovamente nel 1965 a New York.
Siccome Reed aveva già conosciuto Cale, e l'idea di formare una band rock and roll era 
già maturata nei due, Lou chiese a Morrison di entrare nel gruppo e quest'ultimo accettò la proposta. Una volta formati i Velvet, Morrison ne entrò a far parte ufficialmente come chitarrista, anche se spesso sostituì Cale al basso, quando quest'ultimo suonava la viola o il piano.
- Maureen Moe Tucker - batteria

Nata il 26 agosto del 1944 a New York, nel 1965 entrò a far parte dei Velvet come batterista, sostituendo Angus MacLise. Fu Morrison a proporla al gruppo, il quale, dopo l'abbandono di MacLise, si ricordò della sorella di un suo amico che suonava la batteria e aveva un aspetto "androgino".
Lo stile di batteria della Tucker non era convenzionale per l'epoca, ed era semplice e potente. Usava prevalentemente la cassa e le percussioni dello strumento, spesso trascurando i piatti. La sua tecnica di batteria tribale e martellante, raggiunse forse l'apice nel brano Sister Ray. Nel gruppo non si limitò a suonare soltanto la batteria, ma interpretò vocalmente alcuni brani, come Afterhours e I'm Sticking With You.
- Doug Yule - basso, tastiere, chitarra, batteria

Nato a Mineola (cittadina dell'area metropolitana di New York) il 25 febbraio del 1947, nel 1965 si trasferisce a Boston per studiare recitazione. Lì ha inizio la sua attività musicale con alcune band del posto. Nel 1966 si unisce a Walter Powers e Willie Alexander nella band The Grass Menagerie, con cui suona fino al 1967. Nel 1968, quando Lou Reed decide di estromettere John Cale dai Velvet Underground, si unisce al gruppo in sostituzione di quest'ultimo suonando il basso e l'organo. Il suo esordio avvenne con la registrazione del terzo album del 1969, The Velvet Underground, il quale si apriva proprio con una canzone cantata da Yule, intitolata Candy Says.
Nel 1970, sostituisce Reed (molto provato dai vari concerti che ne stavano pregiudicando la voce) come cantante principale per alcuni brani dell'album Loaded: Who Loves The Sun, New Age, Lonesome Cowboy Bill, e Oh Sweet Nuthin'. Nello stesso disco, suonò anche la batteria, sostituendo Maureen Tucker, allora incinta.
- Walter Powers - basso

Nato a Boston, il 4 agosto 1946, cominciò la sua attività suonando con Willie Alexander nella band The Lost dal 1964 al 1967. Nel 1967 formò, assieme a Doug Yule e ad Alexander, i The Grass Menagerie.
Entrò a far parte come bassista dei Velvet Underground nel 1970, quando Lou Reed lasciò il gruppo e Doug Yule ne assunse la leadership. Powers si esibì la prima volta il 19 novembre del 1970 a Bryn Mawr, Pennsylvania. La fine del tour mondiale del 1971 sancì la definitiva fine del periodo di Powers nel gruppo.
- Willie Alexander - pianoforte

Soprannominato "Loco", fu membro della band per pochissimo tempo. Nacque nella città di Filadelfia il 13 gennaio del 1943. Cominciò 
l'attività di musicista in band come "Baba & Willie Loco", "The Lost", "The Bagatelle", e "The Grass Menagerie", riscuotendo successo a livello locale registrando alcuni singoli di discreta fama.
Entrò nel gruppo nel 1971, voluto da Doug Yule come rimpiazzo per Sterling Morrison, il quale aveva abbandonato la band per la carriera accademica. Con i Velvet, si esibì in Inghilterra, Scozia e Paesi Bassi.
- Angus MacLise - batteria

Nacque a Bridgeport il 4 marzo del 1938, e oltre all'attività di musicista, intraprese anche quella di poeta. Fu uno dei membri fondatori dei Velvet Underground, facendo parte della formazione originale della band come primo batterista. Si diplomò alla Forest Hills' High School (Queens) nell'anno 1956. Vi si era trasferito per studiare geologia. Suonò con diversi gruppi jazz, e grazie a questa esperienza si formò come percussionista.
Nel 1961 entrò a far parte dell'ensemble musicale di La Monte Young, il "Theater of Eternal Music", e conobbe John Cale, il quale lo 
introdusse nel gruppo. All'inizio della sua attività con i Velvet Underground, suonava i bonghi. Non esistono registrazioni ufficiali che lo vedono suonare insieme alla band, che lasciò nel 1965, non appena quest'ultima accettò l'opportunità di esibirsi in pubblico dietro compenso. Venne sostituito da Maureen Tucker.
- Nico - Collaboratrice

Nacque Christa Paffgen a Colonia, nella Germania nazista, il 16 ottobre 1938. Finita la guerra, e dopo aver perso il padre, morto in un campo di concentramento nazista, si trasferì nella zona di Berlino occupata dagli americani. Cominciò a lavorare come modella per un'agenzia berlinese, e adottò il nome Nico durante un soggiorno a Ibiza.
Sul finire degli anni '50, si trasferì a Parigi, dove posò per riviste conosciute come Vogue, Tempo, Elle, Vie Nuove, Camera, Mascotte Spettacolo, e altre. Nel 1960 ebbe una parte nel celebre film di Federico Fellini, La dolce vita. Trasferitasi a New York, cercò di affermarsi come attrice, frequentando una scuola di recitazione. Nel 1962, da una relazione con l'attore Alain Delon, nacque il figlio Christian Aaron Boulogne.
Nel 1964 andò a Londra e grazie al chitarrista Jimmy Page, inizia la sua carriera musicale incidendo il brano I'm Not Sayin' di Gordon Lightfoot, che però non ottenne successo. A Parigi conobbe il cantautore folk-rock Bob Dylan, che le scrisse una canzone dal titolo I'll Keep it With Mine.
Per quanto concerne la sua avventura con i Velvet Underground, collaborò con loro per l'album The Velvet Underground & Nico, nel quale cantò tre brani: Femme Fatale, All Tomorrow Parties e I'll Be Your Mirror. Tutto cominciò quando, tramite Bob Dylan, conobbe Andy Warhol, l'artista della pop-art, che la fece recitare in alcuni film sperimentali che stava dirigendo in quel periodo.
Divenuta musa di Warhol a tutti gli effetti, cominciò a frequentare l'ambiente della "Factory", luogo in cui si esibivano i Velvet Underground, e fu introdotta da Andy nella band, che in quel periodo avrebbe dovuto registrare il primo disco, prodotto da Warhol stesso.
All'interno della band, non fu mai ben accetta da parte del gruppo, e a tal proposito rilasciò una dichiarazione nella quale affermava che i Velvet avrebbero voluto sbarazzarsi di lei perché riceveva più attenzioni di loro da parte della stampa.

### Tabella riassuntiva
| Anno                                   | Band                 | Band                   | Band              | Band           | Registrazioni |
| Anno                                   | Cantante, chitarra   | Vari strumenti, vocals | Chitarra          | Percussioni    | Registrazioni |
| -------------------------------------- | -------------------- | ---------------------- | ----------------- | -------------- | --- |
| Aprile–Novembre 1965                   | Lou Reed             | John Cale              | Sterling Morrison | Angus MacLise  | Disco 1 di Peel Slowly and See (1995; meno MacLise) |
| Dicembre 1965–Settembre 1968           | Lou Reed             | John Cale              | Sterling Morrison | Maureen Tucker | The Velvet Underground & Nico (1967), White Light / White Heat (1968), due brani di VU (1985), tre brani di Another View (1986), dischi 2–3 di Peel Slowly and See (1995) |
| Settembre 1968–Agosto 1970             | Lou Reed             | Doug Yule              | Sterling Morrison | Maureen Tucker | The Velvet Underground (1969), Loaded (1970; meno Tucker), Live at Max's Kansas City (1972; meno Tucker), 1969: The Velvet Underground Live (1974), otto brani di VU (1985), sei brani di Another View (1986), dischi 4–5 di Peel Slowly and See (1995), Bootleg Series Volume 1: The Quine Tapes (2001) |
|                                        | Voce, chitarra       | Basso                  | Chitarra          | Batteria       | |
| Novembre 1970–Agosto 1971              | Doug Yule            | Walter Powers          | Sterling Morrison | Maureen Tucker | Studio demo di due brani, She'll Make You Cry e Friends |
|                                        | Voce, chitarra       | Basso                  | Tastiera, voce    | Batteria       | |
| Ottobre 1971–Dicembre 1971             | Doug Yule            | Walter Powers          | Willie Alexander  | Maureen Tucker | Dischi 1–2 e parte del disco 4 di Final V.U. 1971-1973 (2001) |
|                                        | Voce, vari strumenti |                        |                   |                | |
| Gennaio 1972–Febbraio 1973             | Doug Yule            | ---                    | ---               | ---            | Squeeze (1973), dischi 3–4 di Final V.U. (2001) |
|                                        | Voce, chitarra       | Vari strumenti, voce   | Chitarra          | Percussioni    | |
| Giugno 1990; Novembre 1992–Luglio 1993 | Lou Reed             | John Cale              | Sterling Morrison | Maureen Tucker | Live MCMXCIII (1993) |
| 1996                                   | Lou Reed             | John Cale              |                   | Maureen Tucker | Rock and Roll Hall of Fame cerimonia d'introduzione |
| 2009                                   | Lou Reed             |                        | Doug Yule         | Maureen Tucker | Intervista al gruppo al New York Public Library |

### Membri temporanei o musicisti addizionali
- Angus MacLise – primo batterista del gruppo, prima di decidere di abbandonarlo. Venne sostituito da Maureen Tucker.
- Henry Flynt – sostituto di Cale in quattro esibizioni live del settembre 1966.[64]
- Nico – collaboratrice per l'album The Velvet Underground & Nico nel quale canta tre tracce: Femme Fatale, All Tomorrow Parties e I'll be your Mirror. Collaborò come voce negli spettacoli live all'Exploding Plastic Inevitable dal 1966 al 1967. In più, alcune tracce dell'album d'esordio di Nico, Chelsea Girl del 1967, sono state scritte e musicate da Lou Reed, John Cale o Sterling Morrison. Alcune tracce dell'album in questione sono incluse nella compilation Peel Slowly and See. Inoltre, l'intero album Chelsea Girl è incluso nell'edizione speciale per il quarantacinquesimo anniversario dell'album The Velvet Underground & Nico.
- Billy Yule – batterista sostitutivo per Maureen Tucker, all'epoca incinta, in tre tracce dell'album Loaded, al Max's Kansas City nel 1970 (e nel live album), e a Boston nel 1973.
- Tommy Castanaro – batterista sostitutivo per Maureen Tucker, all'epoca incinta, in due tracce dell'album Loaded.
- Adrian Barber – batterista sostitutivo per Maureen Tucker, all'epoca incinta, in una traccia dell'album Loaded.
- Larry Estridge – sostituto (al basso) per Walter Powers, nel tour del giugno 1971.
- Rob Norris – chitarra nel tour di Squeeze del 1972 in UK.
- George Kay – basso nel 1972 UK Squeeze tour e nel 1973 Boston engagement.
- Don Silverman – chitarra nel tour di Squeeze del 1972 in UK.
- Mark Nauseef – batterista nel tour di Squeeze del 1972 in UK.
- Ian Paice – batterista nell'album Squeeze (1973).

## I membri dopo l'abbandono del gruppo

### Lou Reed
Lou Reed, dopo aver abbandonato il gruppo nel 1970, cadde vittima di una grave crisi psicofisica, che lo costrinse a rifugiarsi a casa dei genitori a Freeport, ormai deciso a ritirarsi dalle scene per focalizzarsi sull'attività di scrittore. Nello stesso periodo si sposò con Bettye, una ragazza di origini ebraiche, grazie alla quale ritrovò fiducia in sé stesso e decise di tornare a New York. Qui, cominciò a frequentare il Collective Coscience, salotto letterario per musicisti rock e scrittori, fondato da Richard Robinson, produttore della RCA, il quale gli presentò un agente della sua stessa casa discografica, di nome Dennis Katz. Quest'ultimo mise Reed sotto contratto per due album con la RCA.
Iniziò così l'attività solista di Lou Reed, il quale viaggiò fino a Londra, e registrò il suo primo omonimo album che sarebbe uscito a maggio del 1972, senza riscuotere particolare successo. L'album risultò infatti penalizzato da una reale mancanza di idee di Reed, il quale si limitò per lo più a ripescare vecchi brani, alcuni già eseguiti con i Velvet.
Il successo arrivò grazie al secondo album, Transformer, prodotto da David Bowie. Questo album trasformò Reed in una star del nascente glam rock e lo consacrò definitivamente come rockstar.
La carriera di Reed fu la diretta conseguenza di quella dei Velvet: il cantautore, difatti, riprese l'analisi della vita metropolitana e dell'alienazione urbana, coniando un rock metropolitano del vizio e del peccato, marcandone l'aspetto decadente attraverso l'immagine di "Angelo del Male", che lo avrebbe reso un noto personaggio pubblico.
Reed morì il 27 ottobre 2013, all'età di 71 anni.

### John Cale
John Cale lasciò i Velvet nel 1968, dopo la pubblicazione del secondo LP del gruppo, per volere di Lou Reed, il quale, non avendo il coraggio di comunicargli di persona la sua decisione, incaricò Sterling Morrison di riferirgli la notizia. Nello stesso anno sposò la stilista Betsey Johnson, dalla quale avrebbe divorziato nel 1971. Nel dicembre del 1970 pubblicò il primo album, Vintage Violence, per la Columbia, iniziando di fatto l'attività solista.
Oltre che per l'attività di cantautore, Cale resterà celebre anche come produttore di notevole talento, grazie alla produzione di album celebri come The Marble Index e Desertshore di Nico, il primo omonimo album dei The Stooges del 1969, Horses di Patti Smith, Bryter Layter di Nick Drake e il primo omonimo album dei The Modern Lovers del 1976.

### Nico
Nico collaborò soltanto al primo disco della band, The Velvet Underground & Nico, dopodiché abbandonò il gruppo per vari problemi interni (a proposito di questo, nel 1975 dichiarò che «I Velvet Underground avevano alcuni problemi di identità e volevano sbarazzarsi di me perché ricevevo più attenzione di loro da parte della stampa»).
Decisa a continuare la carriera musicale come solista, incise il primo album, Chelsea Girl, nel 1968. L'album era la colonna sonora dell'omonimo film di Andy Warhol e conteneva brani scritti da Lou Reed, John Cale e Jackson Browne.
Grazie all'amicizia con Jim Morrison, Nico imparò a cimentarsi nella scrittura di brani propri, e il 19 settembre 1968, uscì il primo album con composizioni interamente sue, The Marble Index, prodotto da John Cale, il quale propose un originale commistione di musica folk e classica, unita a testi drammatici. Nel 1970 uscì l'album Desertshore, considerato il suo capolavoro e anticipatore del gothic rock. Alla carriera come musicista intrecciò anche quella di attrice, recitando in diversi film.
Negli anni ottanta cadde vittima di problemi di tossicodipendenza, mentre i suoi dischi cominciarono ad avere un certo successo nell'ambiente punk del periodo. Nel luglio del 1988 venne ricoverata per una caduta dalla bicicletta, durante una vacanza a Ibiza e il 18 luglio morì per emorragia cerebrale nell'ospedale di Ibiza in cui era ricoverata.

### Maureen Tucker
Maureen Tucker, dopo lo scioglimento del gruppo, pubblicò diversi album solisti, che non riscossero molto successo. Il primo, Playin' Possum, uscì nel 1981. Pubblicò anche vari EP, come Another View del 1985, Moejadkatebarry del 1987, e GRL-GRUP del 1997. Dal 1980 in poi uscirono vari singoli a suo nome. Tornò a collaborare con Lou Reed per l'album New York del 1989, e con John Cale nell'album Walking On Locusts.
Nel 2000 fondò una nuova band, i Kropotkins, con i quali inciderà lo stesso anno il primo album, Five Points Crawl.

### Sterling Morrison
Sterling Morrison, quando il gruppo tornò a New York City per il concerto al Max's Kansas City, ricominciò a studiare con l'intento di laurearsi, cosa che sarebbe riuscito a fare nel 1970 al City College. L'anno dopo, divenne professore di letteratura medievale alla University of Texas at Austin.
Suonò l'ultimo concerto con i Velvet Underground il 21 agosto, a Houston, dopodiché decise di restare in Texas e uscire definitivamente dal gruppo. Durante gli anni Ottanta, lasciò l'insegnamento e diventò capitano di un rimorchiatore. Gli anni Novanta lo videro prendere parte alla reunion dei Velvet Underground, e nel 1994 si unì alla band di Maureen Tucker per un tour. In questo periodo iniziò a soffrire di problemi di salute.
Il 30 agosto 1995, due giorni dopo il suo cinquantatreesimo compleanno, morì a causa di un cancro diagnosticatogli in precedenza, lasciando una moglie e due figli. In suo onore, nel 1996, durante la cerimonia per l'entrata dei Velvet Underground nella Rock and Roll Hall of Fame, questi ultimi gli dedicarono la loro nuova e ultima composizione: Last Night I Said Goodbye to My Friend.

### Doug Yule
Doug Yule, dopo l'abbandono dei Velvet Underground da parte di Reed, decise di continuare ad esibirsi insieme a Maureen Tucker e a Sterling Morrison, sotto il nome di Velvet Underground. La nuova formazione vedeva Yule alla voce e un nuovo elemento, Walter Powers, al basso. Nel 1971, Morrison lasciò la band e venne rimpiazzato da Willie Alexander alle tastiere. Quest'ultimo lasciò il gruppo nel 1972, assieme a Maureen Tucker e Walter Powers.
Rimasto solo, Yule si fece accompagnare da altri musicisti, e assieme a loro intraprese altri due tour sotto il nome Velvet Underground, tra il 1972 e il 1973. Con questa formazione, nel 1973 registrò l'album Squeeze. Nello stesso anno, ancora nelle vesti di frontman, tenne il tour finale a nome Velvet Underground, dopodiché abbandonò il nome.
Dopo aver smesso di esibirsi utilizzando il nome Velvet Underground, Yule partì in tour con Lou Reed, suonando il basso nell'album di Reed, Sally Can't Dance del 1974. Due anni dopo apparve in Night Lights di Elliot Murphy, e fu cantante e batterista degli American Flyer. Dopo lo scioglimento degli American Flyer, Yule decise di ritirarsi dalla carriera di musicista, e diventò un ebanista.
Gli anni novanta lo videro dedicarsi nuovamente alla musica. Tornò a registrare nel 1997, incidendo nuovi brani, e negli anni duemila fece qualche concerto e registrò qualche album live, partecipando anche all'album dal vivo Moe Rocks Terrashock di Maureen Tucker. Yule non partecipò alla reunion dei Velvet Underground, nei primi anni Novanta, perché Lou Reed e John Cale non lo vollero presente. Stessa cosa avvenne nel 1996, durante la cerimonia per l'inserimento del gruppo nella Rock and Roll Hall of Fame.
Attualmente, Yule dimora a Seattle con il figlio. Nel 2006 fu bassista di un gruppo surf-rock di Boston, e dal 2007 è membro dei RedDog.

### Walter Powers e Willie Alexander
Walter Powers e Willie Alexander lasciarono il gruppo nella stessa occasione, dopo che il manager Steve Sesnick decise di mandare a casa tutti i musicisti della band, eccetto Doug Yule, probabilmente per avere il totale controllo sulle operazioni inerenti al nuovo album che il gruppo aveva in progetto, ovvero "Squeeze". Ciò avvenne dopo il tour della band in Inghilterra, Scozia e Paesi Bassi, il 21 novembre 1971 a Groninga, quando il gruppo aveva maturato l'idea di iniziare a registrare un nuovo album di studio.
Dopo aver lasciato i Velvet Underground, Willie Alexander iniziò la propria carriera musicale, sia come solista sia accompagnato da un proprio gruppo, chiamato Boom Boom Band.
Nel 1982 Powers e Alexander suonarono assieme in una serie di concerti in Francia, dopodiché Powers abbandonò la carriera musicale e ritornò a Boston, per lavorare in una biblioteca.

### Angus MacLise
Dopo aver abbandonato ufficialmente il gruppo, MacLise tornò nuovamente a suonare con i Velvet Underground per qualche concerto del 1966, mentre Lou Reed si trovava momentaneamente in ospedale per colpa di un'epatite. Lasciato nuovamente il gruppo, viaggiò per il mondo attraverso il Nord Africa, la Grecia, l'India, il Sud Est asiatico, e infine in Nepal, luogo nel quale rimase a vivere.
In questo periodo cominciò ad appassionarsi al misticismo tibetano e alla religione buddista, studiando l'occultista Aleister Crowley, finché non lo colse la morte per tubercolosi e ipoglicemia a Kathmandu nel 1979, a 41 anni.

## Discografia

### Album in studio
- 1967 - The Velvet Underground & Nico
- 1968 - White Light/White Heat
- 1969 - The Velvet Underground
- 1970 - Loaded
- 1973 - Squeeze

### Live
- 1972 - Live at Max's Kansas City
- 1974 - 1969: Velvet Underground Live with Lou Reed
- 1993 - Live MCMXCIII

### Raccolte
- 1985 - VU
- 1986 - Another View
- 1995 - Peel Slowly and See (box set)